# Römische Streitkräfte in Syria
Die Römischen Streitkräfte in Syria (lateinisch exercitus Syriacus) bestanden ab Mitte des ersten Jahrhunderts v. Chr. aus den in den römischen Provinzen Syria und Iudaea/Syria Palaestina stationierten Legionen und Auxiliartruppen.
Die Provinz Iudaea wurde im Laufe der Zeit zu verschiedenen Zeitpunkten umbenannt bzw. neu aufgeteilt:
- Unter Hadrian (117–138) wurde die Provinz Iudaea nach dem Bar-Kochba-Aufstand um 135 n. Chr. in Syria Palaestina umbenannt.
- Unter Septimius Severus (193–211) wurde Syria 194 in die beiden Provinzen Syria Coele und Syria Phoenice aufgeteilt.[1]
- Unter Diokletian (284–305) wurden Syria Coele und Syria Phoenice neu aufgeteilt in Syria, Syria salutaris, Syria Euphratensis, Phoenice und Phoenice Libanesia, die alle Teil der Diözese Oriens waren.

## Legionen
Die folgenden Legionen (oder Teile von ihnen) waren zu verschiedenen Zeiten in der Provinz Syria an den folgenden Standorten stationiert:
- Antiochia: die Legionen V Macedonica, X Fretensis und XII Fulminata
- Raphaneia: die Legionen III Gallica, VI Ferrata und XII Fulminata
- Zeugma: die Legion IIII Scythica

Die folgenden Legionen (oder Teile von ihnen) waren zu verschiedenen Zeiten in der Provinz Iudaea an den folgenden Standorten stationiert:
- Caparcotna: die Legionen II Traiana fortis und VI Ferrata
- Jerusalem: die Legion X Fretensis

## Auxiliartruppen

### Syria
Auf Militärdiplomen aus den Jahren 88 bis 156/157 n. Chr. werden 14 Alae und 33 Kohorten für die Provinz aufgeführt, die aber nicht alle zur selben Zeit in der Provinz stationiert waren:
| - Ala III Augusta Thracum - Ala I Augusta Xoitana - Ala I Flavia Agrippiana - Ala Gallorum et Thracum Antiana - Ala Gallorum et Thracum Constantium - Ala II Pannoniorum - Ala Praetoria Singularium - Ala VII Phrygum - Ala Gemina Sebastena - Ala I Thracum Herculana - Ala I Ulpia Dromedariorum - Ala I Ulpia Singularium | - Ala I Ulpia Syriaca - Ala Veterana Gallica - Cohors I Ascalonitanorum - Cohors I Augusta Pannoniorum - Cohors I Augusta Thracum - Cohors III Augusta Thracum - Cohors IIII Callaecorum Bracaraugustanorum - Cohors IIII Callaecorum Lucensium - Cohors II Classica - Cohors I Claudia Sugambrorum Tironum - Cohors I Flavia Chalcidenorum - Cohors I Flavia Civium Romanorum | - Cohors I Gaetulorum - Cohors VII Gallorum - Cohors II Gemina Ligurum et Corsorum - Cohors II Italica - Cohors I Ituraeorum - Cohors I Lucensium - Cohors I milliaria - Cohors I Musulamiorum - Cohors I Numidarum - Cohors I Sebastenorum - Cohors IIII Syriaca - Cohors I Thracum milliaria | - Cohors II Thracum - Cohors II Thracum Syriaca - Cohors III Thracum Syriaca - Cohors IIII Thracum Syriaca - Cohors I Ulpia Dacorum - Cohors II Ulpia Equitata - Cohors II Ulpia Paphlagonum - Cohors III Ulpia Paphlagonum - Cohors I Ulpia Petraeorum - Cohors V Ulpia Petraeorum - Cohors I Ulpia Sagittariorum |

Durch Inschriften sind darüber hinaus zwei weitere Einheiten für die Provinz belegt:
| - Ala II Flavia Agrippiana | - Cohors I Hamiorum |

### Iudaea (ab 135 n. Chr. Syria Palaestina)
Auf Diplomen aus den Jahren 86 bis 186 n. Chr. werden 5 Alae und 15 Kohorten für die Provinz aufgeführt, die aber nicht alle zur selben Zeit in der Provinz stationiert waren:
| - Ala Antiana Gallorum et Thracum - Ala Gallorum et Thracum Constantium - Ala VII Phrygum - Ala I Thracum Mauretana - Ala Veterana Gaetulorum | - Cohors I Augusta Lusitanorum - Cohors III Callaecorum Bracaraugustanorum - Cohors II Cantabrorum - Cohors I Damascenorum - Cohors I Flavia Civium Romanorum | - Cohors V Gemella - Cohors I milliaria Sagittariorum - Cohors I Montanorum - Cohors I Sebastenorum - Cohors I Thracum milliaria | - Cohors II Thracum - Cohors I Ulpia Galatarum - Cohors II Ulpia Galatarum - Cohors IV Ulpia Petraeorum - Cohors VI Ulpia Petraeorum |

## Notitia dignitatum
In der Notitia dignitatum werden vier Heerführer aufgeführt, denen die in den ehemaligen Provinzen Syria und Syria Palaestina stationierten Truppen unterstanden.

### Dux Mesopotamiae
Unter seinem Kommando werden folgende Einheiten aufgeführt:
| - Ala octava Flavia Francorum - Cohors quinquagenaria Arabum - Cohors quartadecima Valeria Zabdenorum - Ala quintadecima Flavia Carduenorum | - Ala secunda nova Aegyptiorum - Equites ducatores Illyriciani - Equites felices Honoriani Illyriciani - Equites promoti Illyriciani | - Equites promiti indigenae - Equites scutarii Illyriciani - Equites scutarii indigenae Pafenses - Equites sagittarii indigenae | - Equites sagittarii indigenae Arabanenses - Equites sagittarii indigenae Thibithenses - Legio prima Parthica - Legio secunda Parthica |

### Dux Osrhoenae
Unter seinem Kommando werden folgende Einheiten aufgeführt:
| - Ala prima nova Diocletiana - Ala prima Parthorum - Ala prima salutaria - Ala prima Victoriae | - Ala secunda Paflagonum - Ala septima Valeria praelectorum - Cohors prima Eufratensis - Cohors prima Gaetulorum | - Equites Dalmatae Illyriciani - Equites Mauri Illyriciani - Equites primi Osrhoeni - Equites promoti Illyriciani | - Equites promiti indigenae - Equites sagittarii indigenae - Equites sagittarii indigenae Medianenses - Legio quarta Parthica |

### Dux Palaestinae
Unter seinem Kommando werden folgende Einheiten aufgeführt:
| - Ala Antana dromedariorum - Ala Constantiana - Ala Idiota constituta - Ala prima miliara - Ala prima miliaria Sebastena - Ala secunda felix Valentiana - Cohors decima Carthaginensis | - Cohors duodecima Valeria - Cohors prima agentenaria - Cohors prima equitata - Cohors prima Flavia - Cohors prima salutaria - Cohors quarta Frygium - Cohors quarta Palaestinorum | - Cohors secunda Cretensis - Cohors secunda Galatarum - Cohors secunda Gratiana - Equites Dalmatae Illyriciani - Equites Mauri Illyriciani - Equites primi felices Palaestini - Equites promoti Illyriciani | - Equites promiti indigenae - Equites sagittarii indigenae - Equites scutarii Illyriciani - Equites Thamudeni Illyriciani - Legio decima Fretensis |

### Dux Syriae
Unter seinem Kommando werden folgende Einheiten aufgeführt:
| - Ala prima nova Herculia - Ala prima Iuthungorum - Cohors prima Gotthorum - Cohors prima Ulpia Dacorum | - Cohors prima victorum - Cohors tertia Valeria - Equites Dalmatae Illyriciani - Equites Mauri Illyriciani | - Equites promoti Illyriciani - Equites promoti indigenae - Equites sagittarii - Equites sagittarii indigenae | - Equites scutarii Illyriciani - Legio quarta Scythica - Legio sextaedecima Flavia firma |

## Classis Syriaca
Die Classis Syriaca war die in der Provinz Syria stationierte römische Flotte.

## Oberkommandierende des Heeres
Siehe: Liste der römischen Statthalter in Syrien und Liste der römischen Statthalter in Judäa